# Spanje op de Olympische Winterspelen 1952
Tijdens de Olympische Winterspelen van 1952, die in Oslo (Noorwegen) werden gehouden, nam Spanje voor de derde keer deel.

## Deelnemers en resultaten

### Alpineskiën
| Olympiër            | Discipline       | Resultaat | Prestatie                              |
| ------------------- | ---------------- | --------- | -------------------------------------- |
| Luis Arias          | afdaling (m)     | 53e       | 3.09,2 (+38,4)                         |
| Luis Arias          | reuzenslalom (m) | 57e       | 3.01,5 (+36,5)                         |
| Luis Arias          | slalom (m)       | r1: 47e   | 2e run niet startgerechtigd 1.10,4+dns |
| Luis Molné          | reuzenslalom (m) | 62e       | 3.04,9 (+39,9)                         |
| Luis Molné          | slalom (m)       | r1: 72e   | 2e run niet startgerechtigd 1.26,5+dns |
| Juan Poll           | afdaling (m)     | 54e       | 3.10,1 (+39,3)                         |
| Juan Poll           | reuzenslalom (m) | 60e       | 3.03,5 (+38,5)                         |
| Juan Poll           | slalom (m)       | r1: 50e   | 2e run niet startgerechtigd 1.12,1+dns |
| Francisco Viladomat | afdaling (m)     | 37e       | 2.55,4 (+24,6)                         |
| Francisco Viladomat | reuzenslalom (m) | 40e       | 2.51,6 (+26,6)                         |
| Francisco Viladomat | slalom (m)       | r1: 61e   | 2e run niet startgerechtigd 1.18,9+dns |

Argentinië · Australië · België · Bulgarije · Canada · Chili · Denemarken · Duitsland · Finland · Frankrijk · Griekenland · Groot-Brittannië · Hongarije · IJsland · Italië · Japan · Joegoslavië · Libanon · Nederland · Nieuw-Zeeland · Noorwegen · Oostenrijk · Polen · Portugal · Roemenië · Spanje · Tsjecho-Slowakije · Verenigde Staten · Zweden · Zwitserland